# Liang Čchen
Liang Čchen, čínsky pchin-jinem Liáng Chén, znaky tradiční 梁晨, (* 25. února 1989 Sü-čou) je čínská profesionální tenistka a deblová specialistka. Ve své dosavadní kariéře na okruhu WTA Tour vyhrála šest turnajů ve čtyřhře, včetně tchajwanského debla v sérii WTA 125. V rámci okruhu ITF získala do října 2016 čtyři tituly ve dvouhře a třináct ve čtyřhře.
Na žebříčku WTA byla ve dvouhře nejvýše klasifikována v září 2009 na 342. místě a ve čtyřhře pak v říjnu 2015 na 35. místě.
V čínském fedcupovém týmu debutovala v roce 2012 baráží 2. světové skupiny proti Argentině, v níž s Liou Wan-tching prohrály čtyřhru. Číňanky sestoupily po porážce 1:4 na zápasy. Do roku 2017 v soutěži nastoupila k pěti mezistátním utkáním s bilancí 3–2 ve dvouhře a 3–2 ve čtyřhře.

## Tenisová kariéra
V rámci hlavních soutěží událostí okruhu ITF debutovala v dubnu 2005, když nastoupila do turnaje s dotací 10 tisíc dolarů v čínském Wu-chanu. Až ve finále ji zastavila krajanka Sun Šeng-nan, jíž podlehla po třísetovém průběhu.
Na okruhu WTA Tour debutovala v hlavní soutěži čtyřhrou Guangzhou Open 2009, konanou na tvrdých dvorcích v Kantonu. Se spoluhráčkou Čou I-miao vypadly v úvodním kole po porážce od čínského páru Pcheng Šuaj a Sü I-fan. Premiérový titul na okruhu WTA Tour vybojovala na zářijovém Guangzhou Open 2014, kde s Tchajwankou Čuang Ťia-žung ve finále porazily čtyřhry dvojici Alizé Cornetová a Magda Linetteová.
Druhou deblovou trofej přidala na březnovém Malaysian Open 2015 v Kuala Lumpuru. V boji o titul s krajankou Wang Ja-fan přehrály ukrajinský pár Julia Bejgelzimerová a Olga Savčuková. O dva měsíce později získala třetí triumf. Na Internationaux de Strasbourg 2015 triumfovala opět s Čuang Ťia-žung. V roli nejvýše nasazených si ve finále poradily s turnajovovými dvojkami Nadijou Kičenokovou a Čeng Saj-saj, až v rozhodujícím supertiebreaku poměrem míčů [12–10].
Na grandslamu debutovala v ženské čtyřhře French Open 2015. V páru se Srbkou Bojanou Jovanovskou skončily v úvodním kole na raketách osmých nasazených Caroliny Garciaové a Katariny Srebotnikové. Také ve Wimbledonu 2015 2015 dohrála s Ralucou Olaruovou v prvním duelu po porážce od dvojice Belinda Bencicová a Kateřina Siniaková. Ani na US Open 2015 nepřešla s Klárou Koukalovou úvodní fázi, když podlehly Slovenkám Dominice Cibulkové a Magdaléně Rybárikové
Na jednom ze dvou závěrečných turnajů sezóny, premiérovém ročníku čuchajského WTA Elite Trophy 2015, vyhrála s Wang Ja-fan deblovou soutěž po finálovém vítězství nad španělskou dvojicí Anabel Medinaová Garriguesová a Arantxa Parraová Santonjaová ve dvou sadách.

## Finále na okruhu WTA Tour

### WTA Tour
| Legenda                           |
| --------------------------------- |
| D – dvouhra; Č – čtyřhra          |
| Grand Slam (0)                    |
| WTA Tour Championships (0)        |
| WTA Elite Trophy (1–0 Č)          |
| Premier Mandatory & Premier 5 (0) |
| Premier (0–2 Č)                   |
| International (4–3 Č)             |

#### Čtyřhra: 10 (5–5)
| Stav       | č. | datum             | turnaj                 | povrch    | spoluhráčka       | soupeřky ve finále                                   | výsledek               |
| ---------- | -- | ----------------- | ---------------------- | --------- | ----------------- | ---------------------------------------------------- | ---------------------- |
| Vítězka    | 1. | 20. září 2014     | Kanton, ČLR            | tvrdý     | Čuang Ťia-žung    | Alizé Cornetová Magda Linetteová                     | 2–6, 7–6(7–3), [10–7]  |
| Finalistka | 1. | 5. ledna 2015     | Šen-čen, ČLR           | tvrdý     | Wang Ja-fan       | Ljudmyla Kičenoková Nadija Kičenoková                | 4–6, 6–7(6–8)          |
| Vítězka    | 2. | 2. března 2015    | Kuala Lumpur, Malajsie | tvrdý     | Wang Ja-fan       | Julia Bejgelzimerová Olga Savčuková                  | 4–6, 6–3, [10–4]       |
| Vítězka    | 3. | 23. května 2015   | Štrasburk, Francie     | antuka    | Čuang Ťia-žung    | Nadija Kičenoková Čeng Saj-saj                       | 4–6, 6–4, [12–10]      |
| Finalistka | 2. | 29. srpna 2015    | New Haven, USA         | tvrdý     | Čuang Ťia-žung    | Julia Görgesová Lucie Hradecká                       | 3–6, 1–6               |
| Vítězka    | 4. | 8. listopadu 2015 | Ču-chaj, ČLR           | tvrdý (h) | Wang Ja-fan       | Anabel Medina Garriguesová Arantxa Parra Santonjaová | 6–4, 6–3               |
| Finalistka | 3. | 6. března 2016    | Kuala Lumpur, Malajsie | tvrdý     | Wang Ja-fan       | Varačaja Wongteančajová Jang Čao-süan                | 6–4, 4–6, [7–10]       |
| Finalistka | 4. | 21. května 2016   | Štrasburk, Francie     | antuka    | María Irigoyenová | Anabel Medina Garriguesová Arantxa Parra Santonjaová | 2-6, 0-6               |
| Vítězka    | 5. | 7. srpna 2016     | Nan-čchang, ČLR        | tvrdý     | Lu Ťing-ťing      | Šúko Aojamová Makoto Ninomijová                      | 3–6, 7–6(7–2), [13–11] |
| Finalistka | 5. | 24. září 2016     | Tokio, Japonsko        | tvrdý     | Jang Čao-süan     | Barbora Strýcová Sania Mirzaová                      | 1–6, 1–6               |

### Finále série WTA 125
| Legenda                  |
| ------------------------ |
| D – dvouhra; Č – čtyřhra |
| WTA 125 (1–0 Č)          |

#### Čtyřhra: 1 (1–0)
| Stav    | č. | datum              | turnaj           | povrch | spoluhráčka | soupeřky ve finále                    | výsledek |
| ------- | -- | ------------------ | ---------------- | ------ | ----------- | ------------------------------------- | -------- |
| Vítězka | 1. | 15. listopadu 2015 | Hua Hin, Thajsko | tvrdý  | Wang Ja-fan | Varatchaya Wongteanchai Jang Čao-süan | 6–3, 6–4 |

## Finále na okruhu ITF
| $100 000 tournaments |
| $75 000 tournaments  |
| $50 000 tournaments  |
| $25 000 tournaments  |
| $15 000 tournaments  |
| $10 000 tournaments  |

### Dvouhra: 10 (4–6)
| Stav       | č. | datum             | turnaj               | povrch | soupeřka ve finále | výsledek           |
| ---------- | -- | ----------------- | -------------------- | ------ | ------------------ | ------------------ |
| Finalistka | 1. | 5. dubna 2005     | Wu-chan, ČLR         | tvrdý  | Sun Šeng-nan       | 3–6, 6–4, 3–6      |
| Vítězka    | 1. | 5. května 2008    | Tarakan, Indonésie   | tvrdý  | Lavinia Tanantová  | 6–7(1–7), 6–2, 6–3 |
| Vítězka    | 2. | 12. května 2008   | Bulungan, Indonésie  | tvrdý  | Lavinia Tanantová  | 6–7(5–7), 6–2, 6–2 |
| Finalistka | 2. | 23. června 2008   | Čchien-šan, ČLR      | tvrdý  | Čchen Jen-čchung   | 6–4, 4–6, 4–6      |
| Finalistka | 3. | 16. února 2009    | Kanton, ČLR          | tvrdý  | Čou I-miao         | 3–6, 6–4, 0–6      |
| Finalistka | 4. | 18. května 2009   | Inčchon, Jižní Korea | tvrdý  | Chan Sin-jün       | 2–6, 2–6           |
| Finalistka | 5. | 24. srpna 2009    | Čchien-šan, ČLR      | tvrdý  | Sun Šeng-nan       | 3–6, 3–6           |
| Finalistka | 6. | 18. června 2011   | Pattaya, Thajsko     | tvrdý  | Luksika Kumkhumová | 3–6, 4–6           |
| Vítězka    | 3. | 2. července 2011  | Pattaya, Thajsko     | tvrdý  | Luksika Kumkhumová | 2–6, 7–6, 7–5      |
| Vítězka    | 4. | 20. prosince 2014 | Hongkong, ČLR        | tvrdý  | Sun Sü-liou        | 6–3, 7–5           |

### Čtyřhra (13 titulů)
| č.  | datum            | turnaj               | povrch | spoluhráčka     | soupeřky ve finále                        | výsledek           |
| --- | ---------------- | -------------------- | ------ | --------------- | ----------------------------------------- | ------------------ |
| 1.  | 13. února 2006   | Šen-čen, ČLR         | tvrdý  | Song Shan-Shan  | Chao Ťie Šu-Ťing Jang                     | 7–5, 6–1           |
| 2.  | 21. února 2009   | Kanton, ČLR          | tvrdý  | Ťi Čchun-mej    | Chan Sin-jün Sun Šeng-nan                 | 6–7, 6–2, 10–3     |
| 3.  | 28. srpna 2009   | Čchien-šan, ČLR      | tvrdý  | Sun Šeng-nan    | Alison Baiová Sacha Jonesová              | 6–2, 6–4           |
| 4.  | 21. února 2011   | Antalya, Turecko     | tvrdý  | Tian Ran        | Olga Panovová Marina Šamajková            | 6–7, 7–5, 6–4      |
| 5.  | 28. února 2011   | Antalya, Turecko     | tvrdý  | Tchien Žan      | Darija Juraková Katarzyna Kawová          | 4–6, 6–2, 6–4      |
| 6.  | 2. května 2011   | Buchara, Uzbekistán  | tvrdý  | Han Sung-hee    | Nina Bratčikovová Xenia Palkinová         | 4–6, 7–6(7–5), 6–4 |
| 7.  | 13. června 2011  | Pattaya, Thajsko     | tvrdý  | Čao I-ťing      | Luksika Kumkhumová Napatsakorn Sankaewová | 1–6, 6–1, 7–5      |
| 8.  | 27. června 2011  | Pattaya, Thajsko     | tvrdý  | Čao I-ťing      | Misa Egučiová Akiko Omaeobá               | 6–3, 6–4           |
| 9.  | 4. července 2011 | Pattaya, Thajsko     | tvrdý  | Čao I-ťing      | Jurina Košinová Varatchaya Wongteanchai   | 6–1, 6–4           |
| 10. | 22. srpna 2011   | Saitama, Japonsko    | tvrdý  | Liou Wan-tching | Akari Inoue Ajumi Oková                   | 6–3, 5–7, 6–2      |
| 11. | 25. června 2012  | Inčchon, Jižní Korea | tvrdý  | Sun Šeng-nan    | Kim Ji-young Yoo Mi                       | 6–3, 6–2           |
| 12. | 9. července 2012 | Chu-ču, ČLR          | antuka | Tching Li       | Li I-chung Tchien Žan                     | 7–5, 3–6, 10–6     |
| 13. | 26. května 2014  | Čeng-čou, ČLR        | tvrdý  | Čan Ťin-wej     | Chan Sin-jün Čang Kchaj-lin               | 6–3, 6–3           |